# Lữ đoàn Kỵ binh 6 Úc
Lữ đoàn Kỵ binh 6 được quân đội Úc hình thành trong thế chiến thứ hai. Lữ đoàn được thành lập vào tháng 9 năm 1939, biên chế thuộc Sư đoàn Kỵ binh 2 Úc. Lữ đoàn chưa bao giờ tham gia một cuộc chiến nào và được đổi lại thành Lữ đoàn Cơ giới 6 Úc vào tháng 3 năm 1942.

## Biên chế
Đơn vị Kinh kỵ 3
Đơn vị Kinh kỵ 18 (trang bị súng máy)
Đơn vị Kinh kỵ 9/23
Trung đoàn Cơ giới 9